# Christophoruskirche (Mackensen)

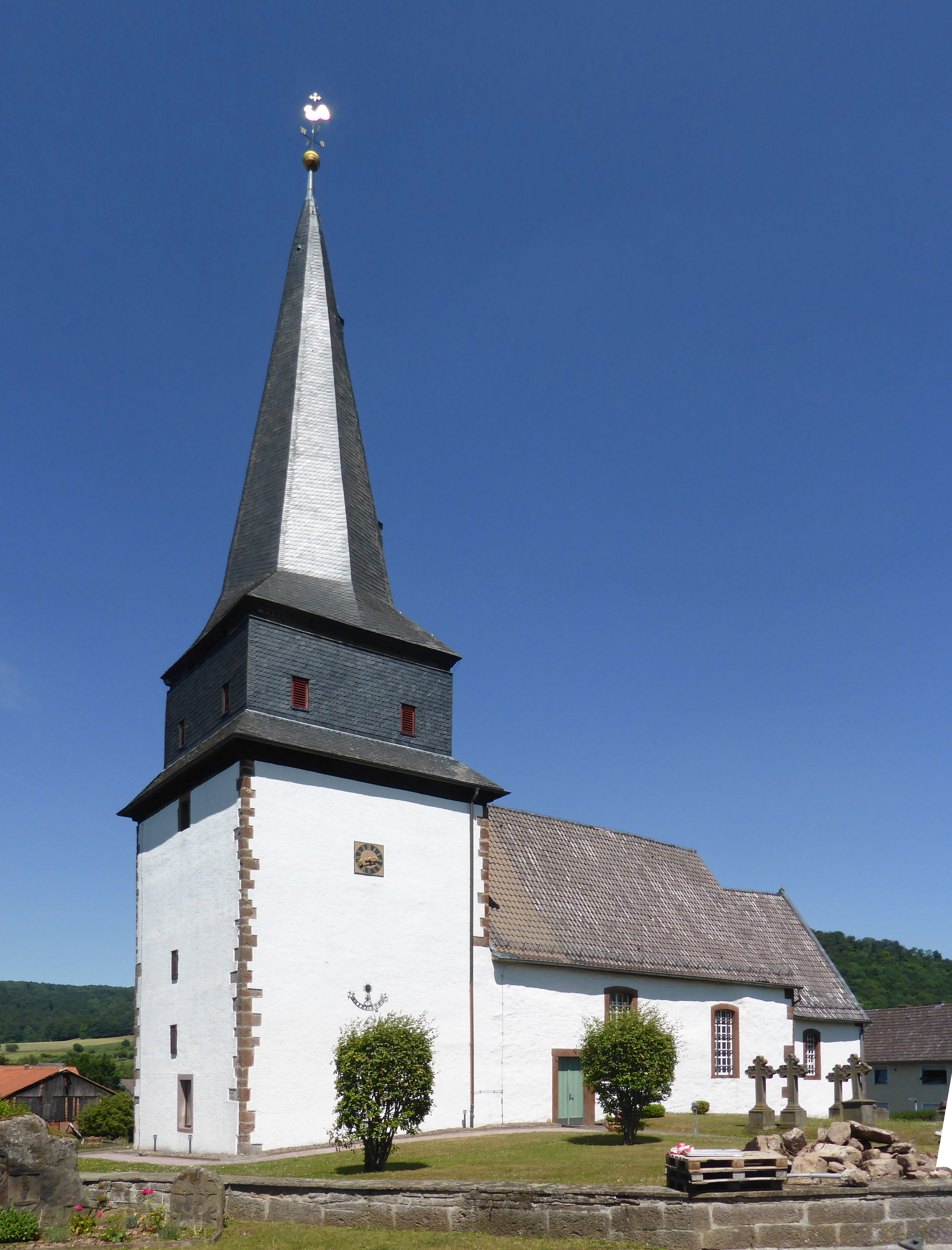
Kirche von Südwesten

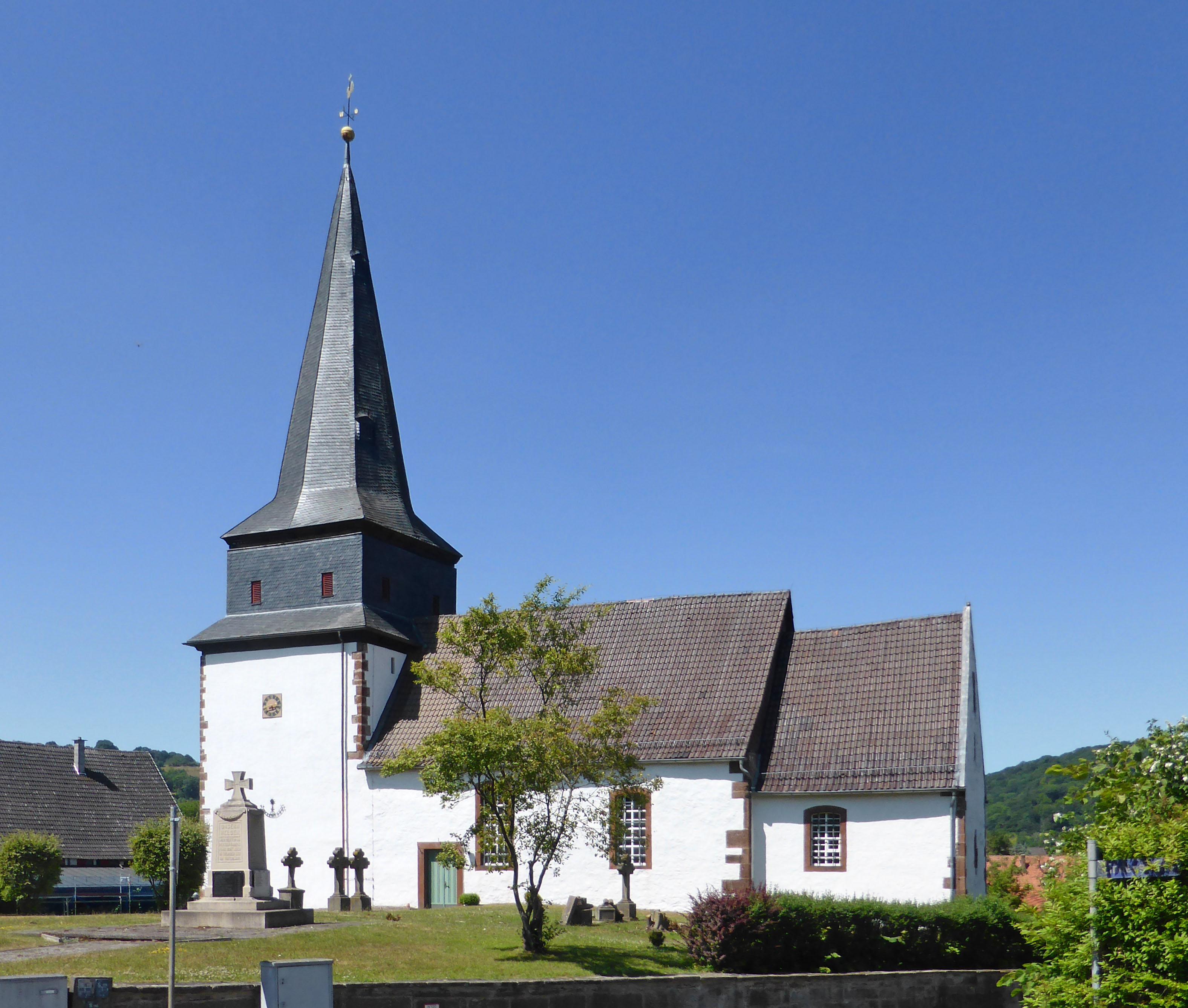
Kirche von Südosten

Die evangelisch-lutherische, denkmalgeschützte Kirche St. Christophorus steht in Mackensen, einem Ortsteil der Kleinstadt Dassel im Landkreis Northeim von Niedersachsen. Die Kirchengemeinde gehört zum Kirchenkreis Leine-Solling im Sprengel Hildesheim-Göttingen der Evangelisch-lutherischen Landeskirche Hannovers.

## Beschreibung
Die spätgotische Saalkirche besteht aus einem Kirchturm im Westen, einem Langhaus und einem eingezogenen Chor mit geradem Abschluss im Osten. Das Langhaus und der Chor sind mit schiefergedeckten Satteldächern bedeckt. Bereits 1594 wurde die Empore im Norden aufgestellt. Auf den steinernen Geschossen des Turms, eines ehemaligen Wehrturms, wurde 1611 ein schiefergedeckter Aufsatz mit Klangarkaden errichtet, auf dem ein achtseitiger, spitzer Helm sitzt. Bei einem Umbau wurde die trennende Wand zwischen Kapelle und Chor entfernt und der Altar und die Kanzel aus der Kapelle an die Ostseite des Chors verlegt. 1774 erhielt die Kirche eine Orgel erbaut von Georg Andreas Almus. Die heutige Orgel mit 9 Registern, verteilt auf ein Manual und ein Pedal, wurde von Martin Haspelmath errichtet.